# La Redorte
La Redorte är en kommun i departementet Aude i regionen Occitanien  i södra Frankrike. Kommunen ligger  i kantonen Peyriac-Minervois som ligger i arrondissementet Carcassonne. År 2022 hade La Redorte 1 275 invånare.

## Befolkningsutveckling
Antalet invånare i kommunen La Redorte
Referens: INSEE